# Tylovo divadlo (Lomnice nad Popelkou)
Tylovo divadlo v Lomnici nad Popelkou je stavba, stojící mezi ulicemi Plk. Truhláře 2 a nárožím ulice 5. května v Lomnici nad Popelkou v okrese Semily v Libereckém kraji. Divadlo bylo vybudováno v roce 1930 podle návrhu architekta Oldřicha Lisky. Stavba je zapsána v seznamu kulturních památek ČR a chráněna jako nemovitá památka.

## Historie
Budova Tylova divadla vznikla z iniciativy Spolku divadelních ochotníků, která má ve městě dlouholetou tradici. O vypracování projektu byl požádán architekt převážně funkcionalistických staveb Oldřich Liska. V době příprav výstavby divadla se připravovala i výstavba spořitelny na sousedním pozemku a architekt tak spojil oba projekty v urbanistický celek a navrhl i budovy spořitelny.

## Popis stavby
Stavba byla založena na zdvojených dřevěných pilotách na zavezené části pivovarského rybníka. Stavební práce zahájené v 23. září 1929, provedly místní firmy Ing. Václava Slaby a Františka Kováře. Stavba byla dokončena 27. září 1930. Technické zařízení a jevištní dekorace dodala firma Fert z Brna-Husovic, světelnou techniku firma Vohralík z Prahy.

### Exteriér
Funkcionalistický základ budovy doplnil architekt Liska konstruktivistickými detaily (režné zdivo) a puristickými prvky (průčelí). Samotnou stavbu tvoří několik hranolů vzájemně k sobě přiléhajících a částečně se prostupujících. Průčelí hlavního kubusu je architektonicky ztvárněno kombinací režného zdiva, hladkých, světle omítnutých rámů a stěny z vertikálních skleněných tabulí. Římsa se nad vchodem rozšiřuje a kryje vstup do budovy. Vstup, ke kterému vede pětistupňové kamenné schodiště, je tvořen trojicí prosklených dveří doplněných z každé strany dvoukřídlým oknem. K vyšší hlavní části přiléhá z každé strany nižší postranní blok doplněný úzkou zídkou a pásem horizontálních oken. Bloky i zídky jsou opatřeny světlou, hladkou omítkou. Později byla zadní část budovy rozšířena o jednopatrový přístavek s rovnou střechou, který slouží jako zázemí divadla. Dvojice dvoukřídlých dveří přístavku je obrácena do ulice 5. května.

### Interiér
V zádveří jsou proti sobě umístěny pokladny a za nimi je vestibul se šatnami. Po levé straně vestibulu se nachází schodiště, vedoucí k prostornému balkonu, v jehož čele je 5 otevřených lóží a za nimi sedm řad sedadel rozdělených středovou uličkou. Osmou řadu tvoří volně postavené židle. Obdélný divadelní sál s mírně stoupající podlahou má 15 řad sedadel. Za poslední řadou sedadel je ve stěně pod balkonem zapuštěna promítací kabina se dvěma horizontálními okénky. Jeviště lemuje původní štukový portál. Kapacita divadla je celkem 444 míst (270 v přízemí a 174 na balkoně).

## Využití
Tylovo divadlo je od roku 2002 ve správě Kulturního a informačního střediska Města Lomnice nad Popelkou. Využívá ho místní Divadelní spolek J. K. Tyl, jeden z nejstarších divadelních souborů, založený roku 1827. Kromě divadelních představení ochotníků i profesionálních herců se zde pořádají i kulturní akce (Lomnické hudební jaro, Lomnické kulturní léto, přehlídka ochotnických souborů z regionu, koncerty, představení pro školy ap.).